# Маркова (Слободо-Туринский район)
Маркова — деревня в Слободо-Туринском районе Свердловской области России, входит в состав муниципального образования «Слободо-Туринское сельское поселение». 

## Географическое положение
Деревня Маркова муниципального образования «Слободо-Туринского района» Свердловской области расположена в 8 километрах (по автотрассе в 11 километрах) к юго-востоку от села Туринская Слобода, на правом берегу реки Тура, в 1 километре от русла. В окрестностях деревни расположены несколько озёр. В половодье автомобильное сообщение с деревней затруднено.

## История деревни
Деревня входит в состав муниципального образования «Слободо-Туринское сельское поселение».

## Население
| 2002 | 2010 | 2021 |
| ---- | ---- | ---- |
| 36   | ↘17  | ↘10  |